# جیمز لیث
جیمز لیث (انگلیسی: James Leith; ۸ اوت ۱۷۶۳ – ۱۶ اکتبر ۱۸۱۶) فرد نظامی اهل پادشاهی بریتانیای کبیر بود. وی همچنین برندهٔ جوایزی همچون نشان حمام شده‌است.